# Whitecleuch Chain
Whitecleuch Chain es una cadena de plata picta de 50 cm de largo y 1,8 kg. Se encuentra en el Museo de Escocia en Edimburgo. Fue encontrado en 1869 en Whitecleuch, en South Lanarkshire, a unos 135 m al norte de la frontera de Dumfries y Galloway en Escocia.

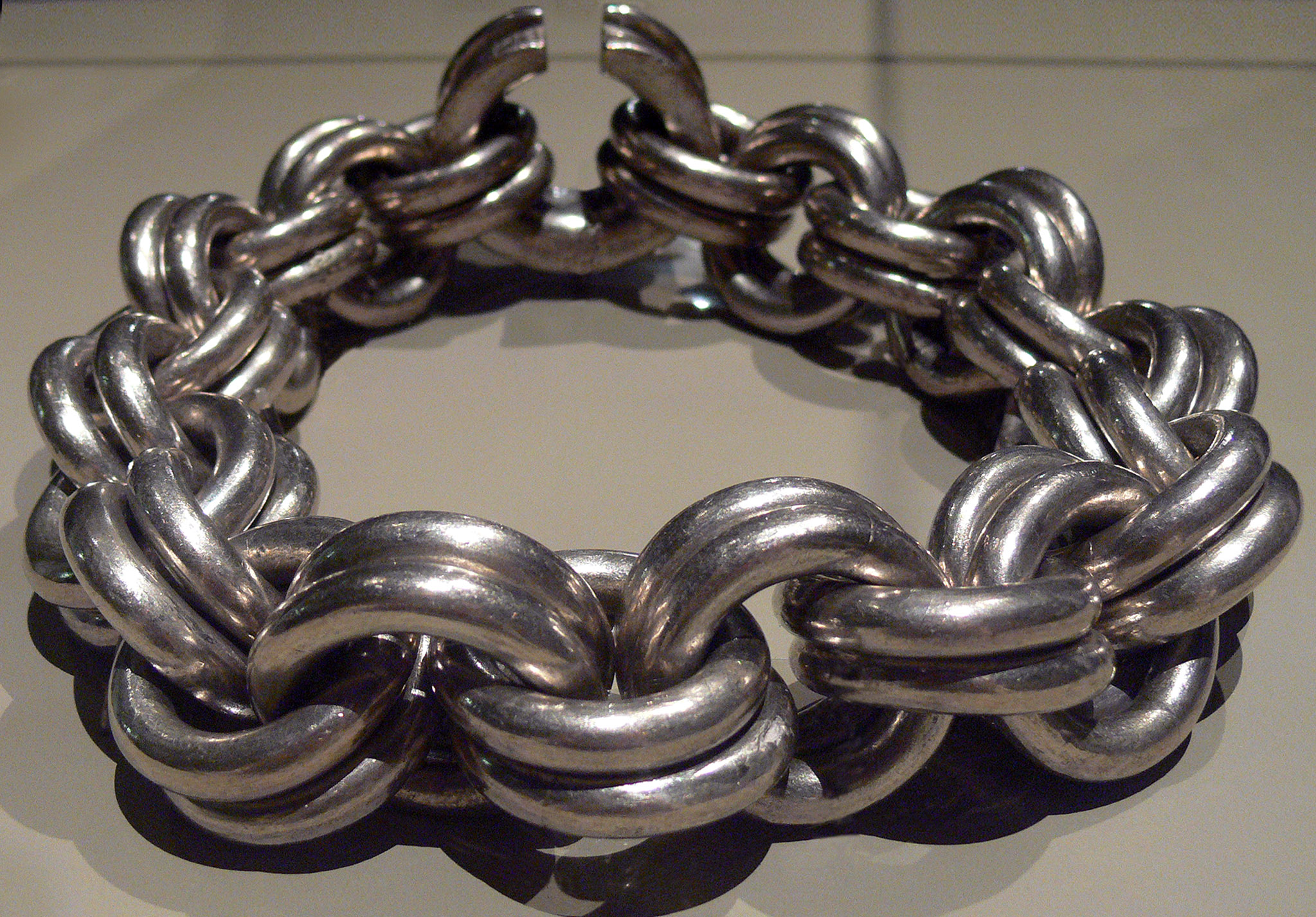
Whitecleuch Chain

La ubicación exacta, que no se pudo determinar al principio, se reconoció más tarde en el pastizal Rough Flow Moss, en Whitecleuch. La cadena se encontró a unos 45 cm de profundidad en el suelo y quedó expuesta por la erosión de una zanja de drenaje.
Es una cadena de plata maciza con 22 pares grandes y redondos de eslabones y un anillo ancho y abierto con símbolos típicos pictos grabados en ella. Estaba fechado entre el 400 y el 800 d. C. y puede representar un llamado collar de gargantilla.